# Вилхелм Майстер
„Вилхелм Майстер“ (на немски: Wilhelm Meister) е роман в две части от немския писател, поет и драматург Йохан Волфганг фон Гьоте (1749 – 1832), публикувани през 1795 и 1829 г.

На малко творби в световната литература е била отредена такава съдба, както на Гьотевия Вилхелм Майстер. Неговото значение се е разраствало с времето, за да достигне до висотата на едно от най-великите постижения на човешкия дух. Немският културфилософ Фридрих Шлегел възкликва, че Френската революция, Наукоучение на Фихте и Гьотевият Вилхелм Майстер са трите най-големи събития на епохата. Макар по онова време мнозина да считали тази творба за безнравствена, да откривали в нея някакъв „нечестив дух“, всички признавали нейното величие. Романтиците се смущавали, че в книгата се разказва само за обикновени човешки неща, а природата и мистиката са напълно забравени. Защото докато те бягали от действителността в царството на изкуството, Гьотевият герой бяга именно от царството на изкуството в царството на практическия живот. Сам Гьоте отговаря на техните нападки по следния начин: „В основата на привидно незначителните неща във Вилхелм Майстер всякога се крие нещо по-възвишено и въпросът се свежда само до това човек да има очи, житейски опит и широко разбиране, за да може в дребното да открива голямото.“
В едно свое писмо Фридрих Шилер възторжено възкликва: „Не мога да Ви опиша как ме вълнуват истината, красивият живот и естествената пълнота на тази творба!“
Но какво е необикновеното на това огромно по размерите си произведение, състоящо се в двете си части общо от единадесет книги? То спада към така наречените „образователни романи“, които рисуват оформянето на една личност под въздействието на житейските условия. Така и героят на Гьоте преминава сложен път на самоусъвършенстване, за да се домогне до висшето прозрение за смисъла на човешкия живот. За разлика от познатите подобни произведения, тук липсва всяка екзалтираност и поетически излишества. Всичко е изречено с умерен, невисок глас, всичко е казано прозаично, но сякаш за първи път, с нов, неочакван смисъл. Този смисъл Гьоте определя в разговор със секретаря си Екерман по следния начин: „Романът иска да каже само едно: човек, въпреки всичките си глупости и заблуди, все пак достига щастливата цел, ръководен от по-висша ръка“.
Над своя „Вилхелм Майстер“ Гьоте работи с прекъсване близо петдесет години. В процеса на създаването му той възприема възгледа, че изкуството не заема изключително място в развитието на човечеството, че също практическата дейност приближава индивида до Вселената, като му придава божествени черти. Този възглед особено се задълбочава у Гьоте след второто му италианско пътешествие през 1790 година и тогава той основно преработва първата редакция на романа. Така „Вилхелм Майстер“ получава автобиографичен характер, като героят му се превръща в проекция на самия Гьоте, претворил собствената си съдба от единичен случай в символ на човешкия живот изобщо.

## Театрално призвание
Най-ранният вариант е известен под заглавието Театрално призвание на Вилхелм Майстер. Той е писан между 1777 г. и 1785 г. и е останал непубликуван приживе на автора. Творбата, съставена от шест книги, е незавършен фрагмент и Гьоте я използва и преработва във Вилхелм Майстер – години на учение.
Но още тук писателят разглежда отношението на актьора към ролята си, към театралната трупа и към сценичното изпълнение. Голямо място в романа заемат отношенията на драматурга към своя текст, с трупата, с публиката и особено с бюргерското и феодалното немско общество през XVIII век.

## Години на учение
Първата част на романа носи заглавието Вилхелм Майстер – години на учение. За огорчение на баща си, преуспяващ търговец, младият Вилхелм не намира удовлетворение в едностранчивата и алчна за печалби суетня на буржоазния живот. Но понеже само аристократите получават възможността да разгърнат напълно личността си, Вилхелм си намира заместител и това е естетическият илюзорен свят на театъра. Така той ще бъде и по-близо до обичаната от него красива актриса Мариане. Вилхелм иска да напусне дома на родителите си и да постъпи в трупата на известния театрален директор Зерло с надеждата да създаде образец на немски национален театър.
Горчивите преживявания в средата на актьорите и неверността на неговата любима го разколебават. След тежка болест той опитва силите си в търговски сделки. Баща му го праща на дълго пътуване и тогава у Вилхелм отново се събужда влечението към театъра. В едно провинциално градче той завързва приятелство с актьорите Филина и Лаерт и понеже разполага със средства, става театрален директор, режисьор и драматург на трупа от безработни артисти. Още по-здраво го привързва към театъра един стар певец-арфист и малката девойка Миньон, която Вилхелм изтръгва от ръцете на жестоки въжеиграчи. Миньон е един от най-обаятелните образи в романа, който излъчва странна красота. Като нежно цвете тя расте между актьорите и вехне в копнеж по родното италианско небе. Силата на чувствата, които изпитва това затворено в себе си същество с големи очи и буйни коси, е романтична загадка. Като се грижи за нея, Вилхелм извършва най-значителните стъпки по пътя на своето изграждане като морална личност.
Когато един граф ангажира трупата да играе в замъка му, Вилхелм влиза в съприкосновение със света на аристокрацията, чийто културен начин на живот го възхищава. Но той скоро се сблъсква с неприятните страни на театралния бит: завист, интригантство и егоизъм. Също и животът на аристократите го разочарова. Макар да поставя Шекспировия „Хамлет“ и сам да играе ролята на датския принц, Вилхелм разбира, че идеалната цел на живота му – театърът – е само измамна игра на въображението и че стълкновението с действителността е станало за него още по-болезнено. Вилхелм преживява морално преображение, което го спасява от опасността да изпадне в бездейна съзерцателност. Като свой жизнен идеал той вижда вече не изкуството, а практическата дейност в полза на обществото. Вилхелм напуска театралната трупа и встъпва в един нов свят – света на просветената, стремяща се към реформи аристокрация. Там той тържествено е приет за член на едно „тайно общество“, посветило се на задачата незабелязано да напътства заблудени хора. С това завършват неговите години на учение.

## Години на странстване
втората част на романа носи заглавието Вилхелм Майстер – години на странстване или Отричащите се. Тук естетически възпитаният младеж вече е изпълнен с чувството за дълг, свиква да потъпква страстите си, да се отказва от всичко, което блазни духа и нарушава вътрешния мир, и да подчинява волята си на по-високи лични и обществени интереси. По повеля на „тайното общество“ Вилхелм се е задължил да странства, без да се задържа никъде повече от три дни, изцяло отдаден в служба на социалните преобразования. „Тайното общество“ иска да подготви своето преселване в Америка и там да основе нова човешка общност. Вилхелм трябва да осъществи връзката между различните човешки прослойки. Съпровождан от сина си Феликс, той опознава живота на занаятчиите, като брани общото образование срещу специалното. Вилхелм завежда сина си в Педагогическата провинция, за да бъде възпитан като нов човек. Тук учениците се обучават морално и интелектуално съобразно със своите заложби и се превръщат в творчески, хармонично развити личности. Накрая Вилхелм Майстер е освободен от задължението да странства и се установява като лекар в едно общество от занаятчии. Той е опознал, че „да знаеш нещо добре и да можеш да го прилагаш добре спада към едно по-високо образование, отколкото половинчатостта в много неща“.
Със своята устременост към живота в неговите всекидневни измерения този, по думите на Томас Ман, „най-значителен роман на немския народ“ изпреварва далеч времето си и се превръща в първия роман на една нова епоха. В него Гьоте като прозорлив наставник предвижда цялото обществено-икономическо развитие на настъпващото деветнадесето столетие. Идеалът на неговия герой за активен практически живот си пробива път до днешния ден, опложда невидимо усилията за постигане на хармония и красота в междучовешките отношения.